# Richard Nickel

Richard Nickel, ca. 1960, Northwest Elevation – Cable Building, 57 East Jackson Boulevard, Chicago, Cook County, IL

Richard Stanley Nickel (* 31. Mai 1928 in Chicago, Illinois; † 13. April 1972 ebenda) war ein polnisch-US-amerikanischer Architekturfotograf und Denkmalpfleger, der für seine Bemühungen zur Dokumentation und Erhaltung der Werke von Louis Sullivan und der Architekturfirma Adler & Sullivan bekannt ist.

## Leben
Richard Nickel wurde im Chicagoer Stadtteil Humboldt Park als Sohn polnisch-amerikanischer Eltern geboren. Sein Vater Stanley änderte den Familiennamen von „Nikiel“ in „Nickel“, um antislawischen Ressentiments entgegenzuwirken. Nach seinem Militärdienst im Zweiten Weltkrieg studierte er am Institute of Design des Illinois Institute of Technology. Dort begann er 1953 im Rahmen eines Studienprojekts mit der fotografischen Dokumentation der Arbeiten von Louis Sullivan. In den 1960er Jahren engagierte sich Richard Nickel zunehmend gegen den Abriss historischer Gebäude in Chicago, insbesondere von Sullivan. Er organisierte Proteste, schrieb Briefe an Politiker und Medien und dokumentierte die Gebäude fotografisch. Am 13. April 1972 verschwand Richard Nickel während des von ihm dokumentierten Abrisses des Chicago Stock Exchange Building. Seine Leiche wurde am 9. Mai 1972 in den Trümmern gefunden.

## Werk

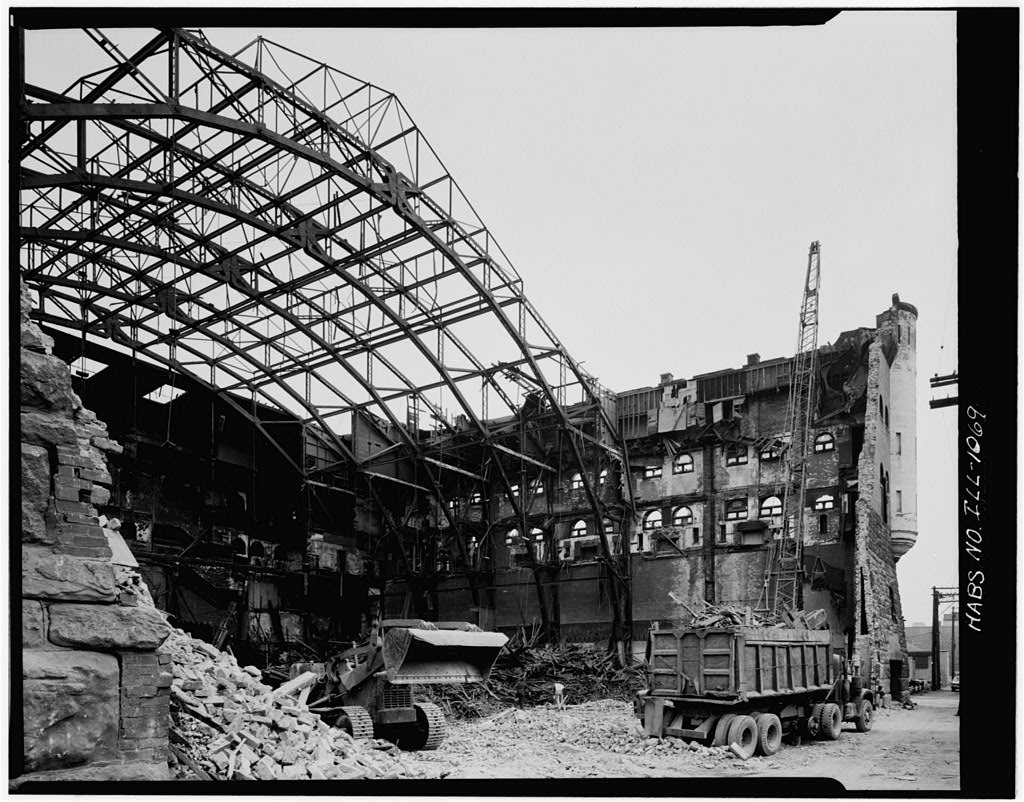
Abriss des Gebäudes der First Regiment Infantry Armory, 1552 South Michigan Avenue, Chicago, Cook County, IL

Richard Nickel war bekannt für seine detaillierten Fotografien von Gebäuden der Chicagoer Schule, insbesondere von Louis Sullivan. Seine Arbeiten dokumentieren nicht nur die architektonischen Details, sondern auch den Zustand der Gebäude vor ihrem Abriss. Sein Archiv umfasst rund 15.000 Negative, Fotografien, Kontaktabzüge und Dokumente und befindet sich heute im Art Institute of Chicago.